# Ksenia Lapteva
Ksenia Viktorovna Lapteva (Russisch: Ксения Викторовна Лаптева) (Apatity, 11 oktober 1983) is een Russische basketbalspeelster, die speelde voor verschillende teams in Rusland. Ze is Meester in de sport van Rusland, Internationale Klasse.

## Carrière
Lapteva begon haar carrière bij Volna Sint-Petersburg in 1999. In 2001 ging ze spelen voor Baltiejskaja Zvezda Sint-Petersburg. In 2003 ging ze met zwangerschapsverlof. In 2005 hervatte ze haar carrière bij Dinamo Koersk. In 2011 verhuisde ze naar Spartak Sint-Petersburg. In 2012 stopte ze met basketbal.

## Erelijst
- Landskampioen Rusland:
  - Derde: 2000
- Baltic Women's League:
  - Tweede: 2002
  - Derde: 2003